# The Virtuoso (film 1914)
The Virtuoso è un cortometraggio muto del 1914 di cui non si conosce il nome del regista. La sceneggiatura è firmata dall'attrice Mary Fuller, interprete del film insieme a Charles Ogle. Di genere drammatico, il film fu prodotto dalla Victor Film Company e distribuito dalla Universal Film Manufacturing Company.

## Produzione
Il film fu prodotto dalla Victor Film Company.

## Distribuzione
Il film, un cortometraggio in una bobina distribuito dall'Universal Film Manufacturing Company, uscì nelle sale statunitensi il 28 dicembre 1914.